# Голям червеноног водобегач
Големият червеноног водобегач (Tringa erythropus) е птица от семейство Бекасови. Среща се и в България рядко по време на миграцията или като зимен посетител.